# Serie Mundial de 1915
La Serie Mundial de 1915 fue disputada entre Boston Red Sox y Philadelphia Phillies.
El equipo de Boston resultó ganador al vencer en la serie por 4 partidos a 1.

## Desarrollo

### Juego 1
| Equipo       | 1 | 2 | 3 | 4 | 5 | 6 | 7 | 8 | 9 | C | H | E |
| ------------ | - | - | - | - | - | - | - | - | - | - | - | - |
| Boston       | 0 | 0 | 0 | 0 | 0 | 0 | 0 | 1 | 0 | 1 | 8 | 1 |
| Philadelphia | 0 | 0 | 0 | 1 | 0 | 0 | 0 | 2 | X | 3 | 5 | 1 |

LG: Grover Cleveland Alexander (1–0)  LP: Ernie Shore (0–1)  

### Juego 2
| Equipo       | 1 | 2 | 3 | 4 | 5 | 6 | 7 | 8 | 9 | C | H  | E |
| ------------ | - | - | - | - | - | - | - | - | - | - | -- | - |
| Boston       | 1 | 0 | 0 | 0 | 0 | 0 | 0 | 0 | 1 | 2 | 10 | 0 |
| Philadelphia | 0 | 0 | 0 | 0 | 1 | 0 | 0 | 0 | 0 | 1 | 3  | 1 |

LG: Rube Foster (1–0)  LP: Erskine Mayer (0–1)  

### Juego 3
| Equipo       | 1 | 2 | 3 | 4 | 5 | 6 | 7 | 8 | 9 | C | H | E |
| ------------ | - | - | - | - | - | - | - | - | - | - | - | - |
| Philadelphia | 0 | 0 | 1 | 0 | 0 | 0 | 0 | 0 | 0 | 1 | 3 | 0 |
| Boston       | 0 | 0 | 0 | 1 | 0 | 0 | 0 | 0 | 1 | 2 | 6 | 1 |

LG: Dutch Leonard (1–0)  LP: Grover Cleveland Alexander (1–1)  

### Juego 4
| Equipo       | 1 | 2 | 3 | 4 | 5 | 6 | 7 | 8 | 9 | C | H | E |
| ------------ | - | - | - | - | - | - | - | - | - | - | - | - |
| Philadelphia | 0 | 0 | 0 | 0 | 0 | 0 | 0 | 1 | 0 | 1 | 7 | 0 |
| Boston       | 0 | 0 | 1 | 0 | 0 | 1 | 0 | 0 | X | 2 | 8 | 1 |

LG: Ernie Shore (1–1)  LP: George Chalmers (0–1)  

### Juego 5
| Equipo       | 1 | 2 | 3 | 4 | 5 | 6 | 7 | 8 | 9 | C | H  | E |
| ------------ | - | - | - | - | - | - | - | - | - | - | -- | - |
| Boston       | 0 | 1 | 1 | 0 | 0 | 0 | 0 | 2 | 1 | 5 | 10 | 1 |
| Philadelphia | 2 | 0 | 0 | 2 | 0 | 0 | 0 | 0 | 0 | 4 | 9  | 1 |

LG: Rube Foster (2–0)  LP: Eppa Rixey (0–1)  
HRs:  BOS – Harry Hooper 2 (2), Duffy Lewis (1)  PHI – Fred Luderus (1)
|                                                        |
| Campeón de las Grandes Ligas Boston Red Sox 3.º título |